# Białystok
Białystok ([bʲaˈwɨstɔk]ⓘ, en polaco: Białystok; en bielorruso: Беласток, lit. 'Pendiente blanca') es una ciudad polaca, capital del voivodato de Podlaquia. Con una población de unos 295.683 habitantes, está situada en el noreste del país y a unos 60 km de la frontera con Bielorrusia. Goza de un clima continental con inviernos muy fríos y de baja humedad, y veranos igualmente secos y con altas temperaturas. El famoso vodka polaco Żubrówka se produce en Białystok.

## Historia
Según cuenta la leyenda, Białystok recibió su nombre del príncipe lituano Gediminas hacia 1320. La primera mención del lugar en un documento histórico data de 1437, cuando el rey Casimiro IV Jagellón de Polonia cedió las tierras en torno al río Bialka a Raczko Tabutowicz. En 1547 esas tierras pasaron a la familia Wiesiołowski, que edificó un castillo de ladrillo y una iglesia. En 1645, tras la muerte de Krzysztof Wiesiołowski, el último del clan, Białystok pasó a ser propiedad de la nación. En 1661 se cedió a Stefan Czarniecki como recompensa por sus servicios en la victoria contra los suecos. Cuatro años después, pasó como dote de su hija Alexandra a la familia Branicki. Białystok recibió rango de ciudad en 1691/1692 del rey Juan III Sobieski.

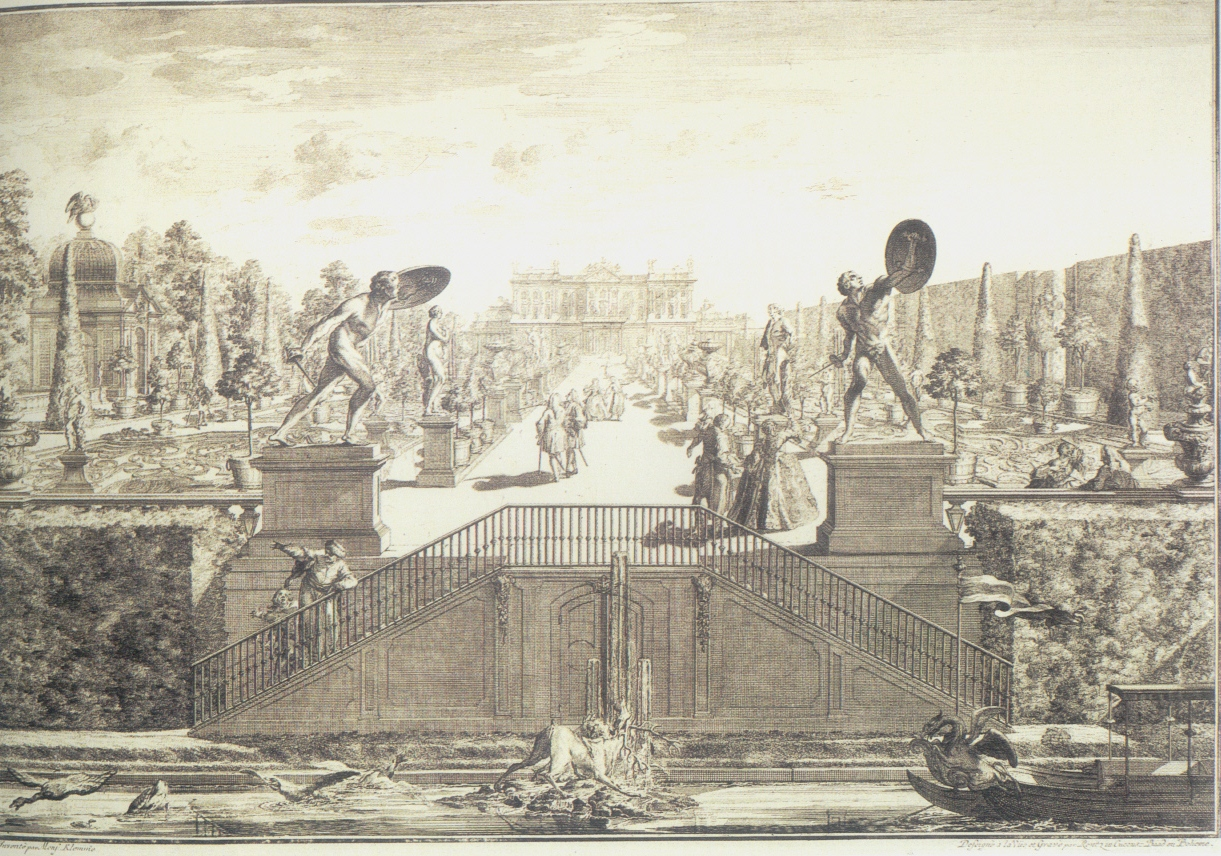
Palacio y parque Branicki en el

En la segunda mitad del siglo XVIII, hetman Jan Klemens Branicki, comandante militar, heredó la comarca de Białystok. Fue este personaje el que transformó el antiguo castillo en la magnífica residencia de un gran noble. Varios artistas y científicos vinieron a Białystok atraídos por el mecenazgo de Branicki. El palacio fue visitado muchas veces por reyes y poetas polacos. En 1745 se estableció la primera escuela técnica militar polaca en Białystok. En 1749 se fundó “Komedialnia”, uno de los teatros polacos más antiguos. En 1770 Izabela Poniatowska fundó una escuela de obstetricia, transformada en instituto en 1805.

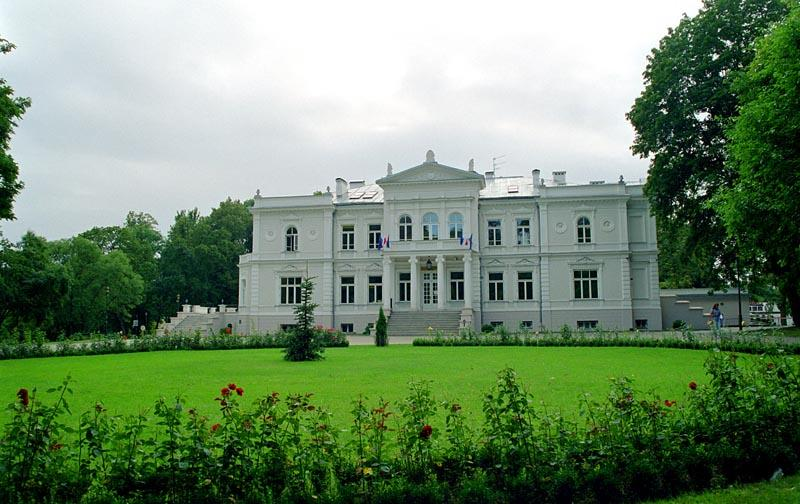
Palacio Lubomirski

Tras la tercera partición de la Mancomunidad de Polonia-Lituania en 1795, Białystok perteneció primero al reino de Prusia y, tras el tratado de Tilsit, firmado en 1807, pasó al Zarato de Polonia anexionado por el Imperio ruso. Como resultado de las particiones de Polonia, la educación polaca intensamente desarrollada dejó de existir. Durante el siglo XIX la ciudad se convirtió en un gran centro de la industria textil. Después de los levantamientos polacos perdidos en noviembre de 1830 y en enero de 1863, los rusos intensificaron las represiones antipolacas y rusificación, y en 1870 introdujeron una prohibición sobre el uso del idioma polaco en lugares públicos.
En esta ciudad nació el ilustre L. L. Zamenhof, médico polaco de origen judío creador en 1887 de la lengua internacional esperanto que se difundió por toda Europa y posteriormente por todo el mundo y que en la actualidad es reconocida en Polonia como patrimonio nacional inmaterial. La casa natal de L. L. Zamenhof aún se preserva en la ciudad constituyendo uno de los monumentos de mayor interés turístico, así como el monolito dedicado al propio Zamenhof.

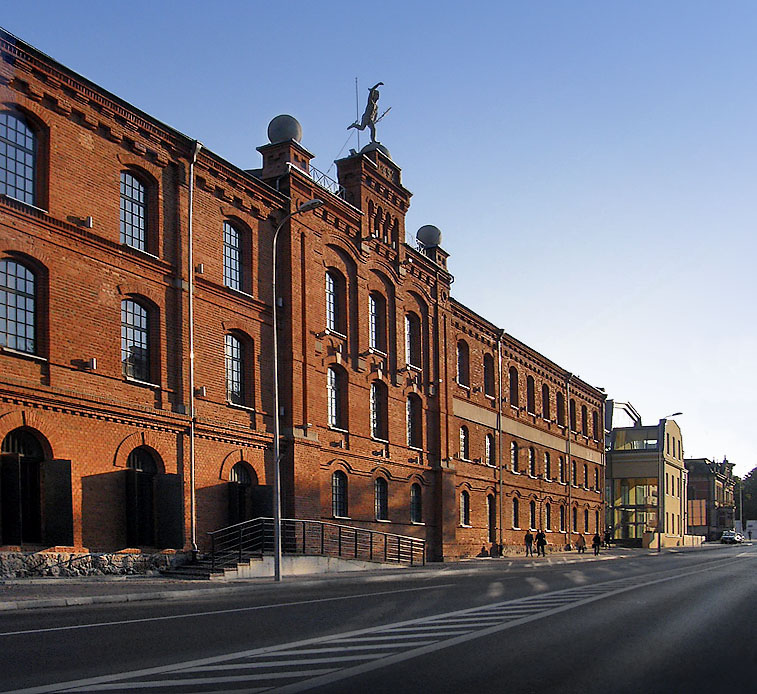
Una de las antiguas fábricas textiles, ahora un centro comercial

Como resultado de la política discriminatoria de Rusia, muchos judíos fluyeron hacia la ciudad. Gracias al florecimiento de la industria, la población creció de 13 787 personas en 1857, y 56 629 en 1889, a 65 781 en 1901. En este periodo la mayoría de la población era judía y polaca.
Tras el estallido de la Primera Guerra Mundial en 1914, el primer gran bombardeo de la ciudad se produjo el 20 de abril de 1915. El 13 de agosto de 1915, los soldados alemanes llegaron a Białystok. La ciudad se incluyó en la región de ocupación Ober Ost, en julio de 1918 se incorporó a la provincia Lituana, y se convirtió en capital del distrito de Lituania Meridional. El 19 de febrero de 1919, la ciudad fue tomada por Polonia. El 28 de julio de 1920, fue conquistada por las fuerzas soviéticas durante la Guerra Polaco-Soviética, y sirvió brevemente como cuartel general del Comité Revolucionario Polaco Provisional, encabezado por Julian Marchlewski, que intentó declarar la República Socialista Soviética Polaca. El 20 de agosto de 1920, los soviéticos asesinaron a 16 personas. El 20 de agosto de 1920, los polacos ganaron la batalla de Białystok y recuperaron la ciudad.

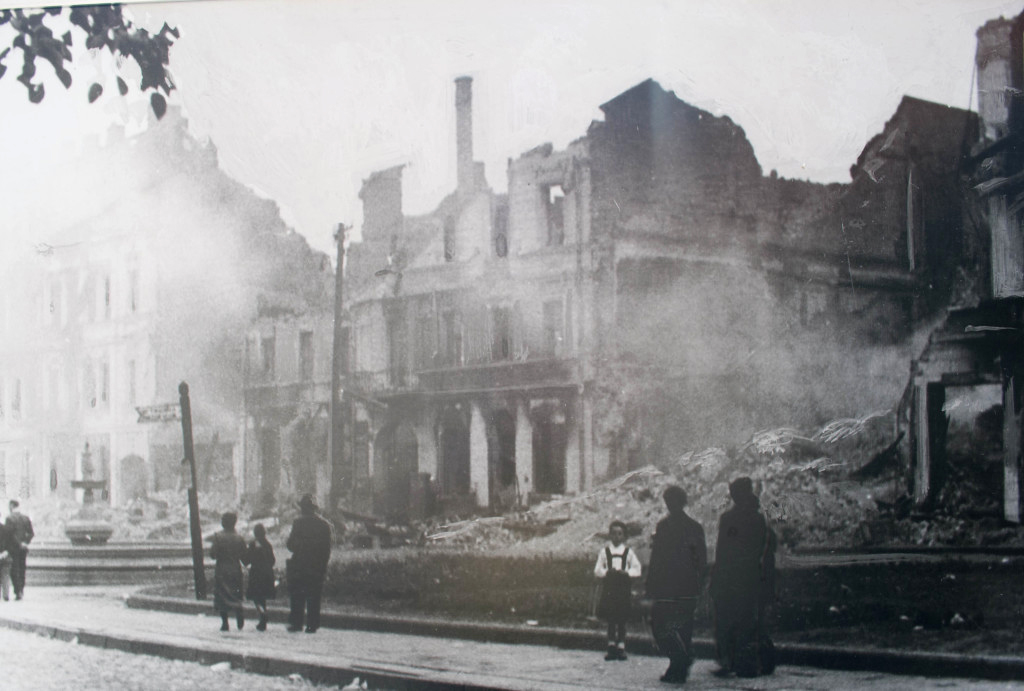
Una fotografía de ruinas humeantes en Bialystok, ocupada por los nazis, en 1941.

En los años 1920-1939, la ciudad volvió a formar parte de la Polonia independiente. En septiembre de 1939, Białystok fue ocupada por el ejército alemán, pero se cedió a la URSS en aplicación del protocolo secreto del Pacto Ribbentrop-Mólotov, quedando anexionada a la RSS de Bielorrusia. Los soviéticos deportaron a 19 000 polacos y judíos a Siberia. El 27 de junio de 1941, Białystok volvió a caer en manos alemanas como resultado de la invasión de la URSS. Desde el principio, los alemanes desarrollaron una actividad implacable de saqueo, destrucción y exterminio de la población no alemana. La abundante población judía (de 50 000 a 60 000 personas) quedó confinada en un gueto, donde la exterminaron en el transcurso del mes de agosto de 1943, no sin que antes se produjera un levantamiento del Gueto de Białystok. Ya el 27 de junio de 1941, los alemanes habían encerrado a más de 2000 judíos en la Gran Sinagoga (la mayor construida de madera en la Europa oriental) y los incineraron vivos. Había resistencia polaca en Białystok, incluido el Armia Krajowa.

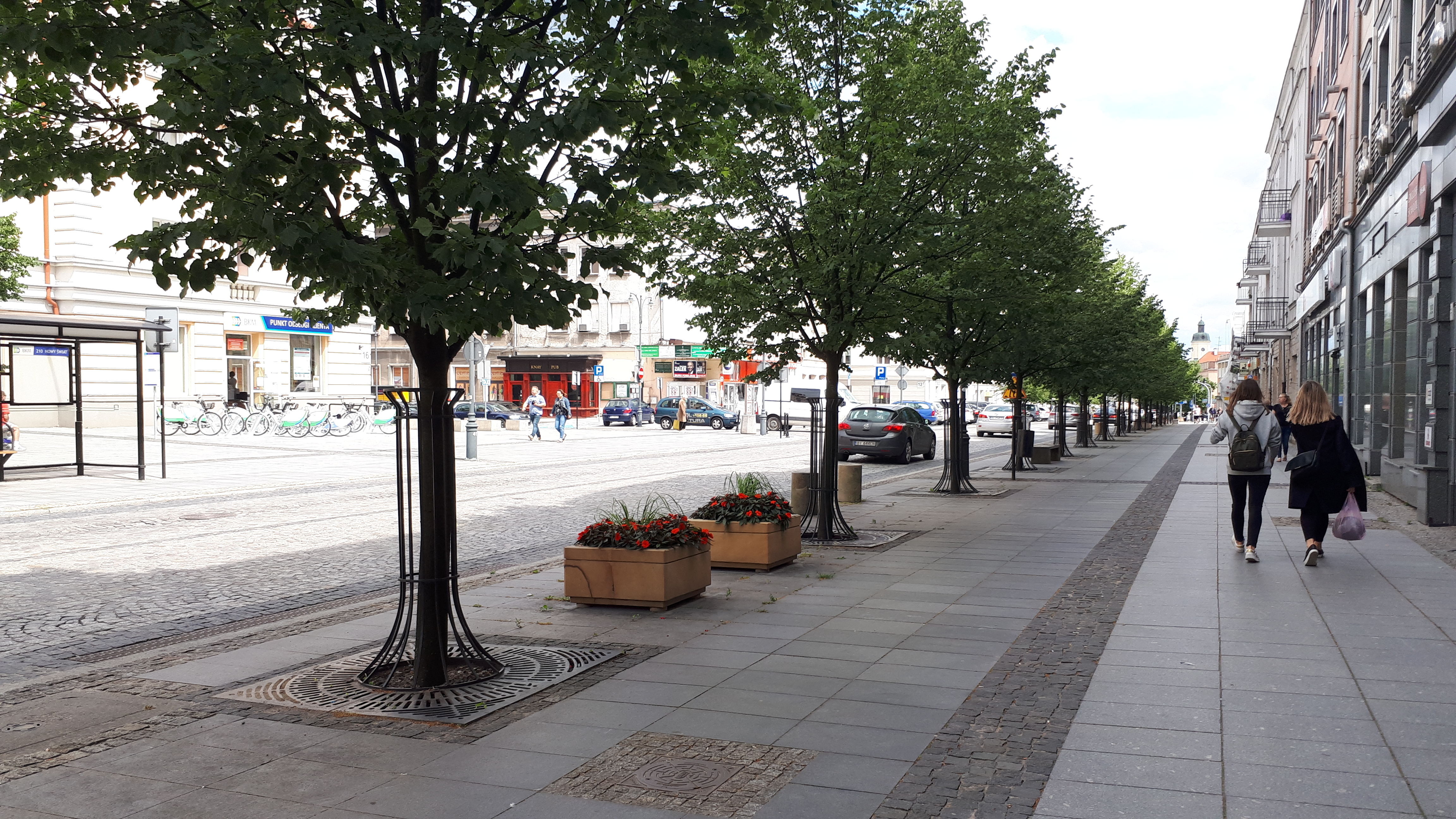
Calle Lipowa en Białystok

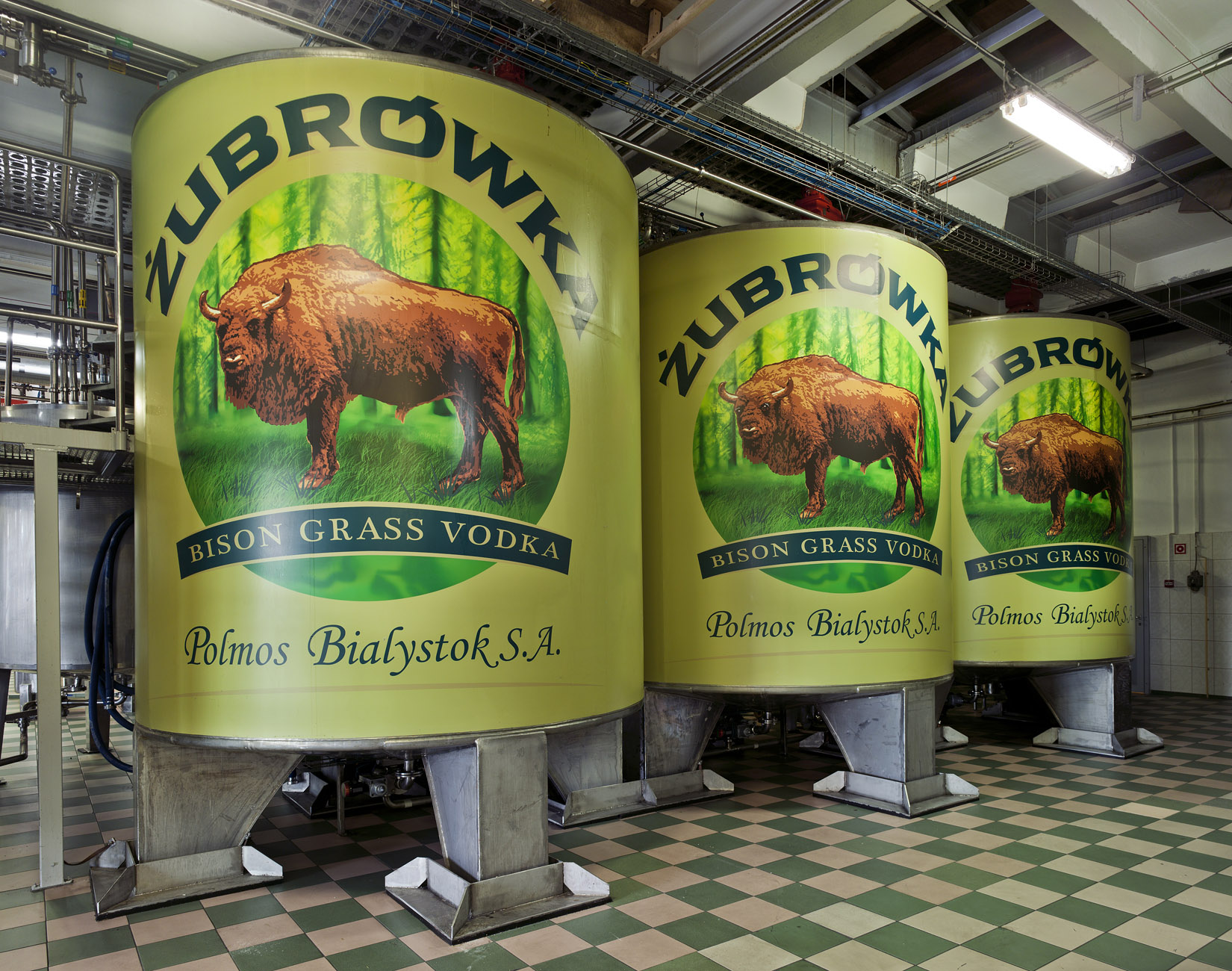
En la actualidad, la compañía Polmos Białystok (también responsables del vodka Absolwent) destila el Żubrówka en la ciudad de Białystok, situada en el noreste de Polonia.

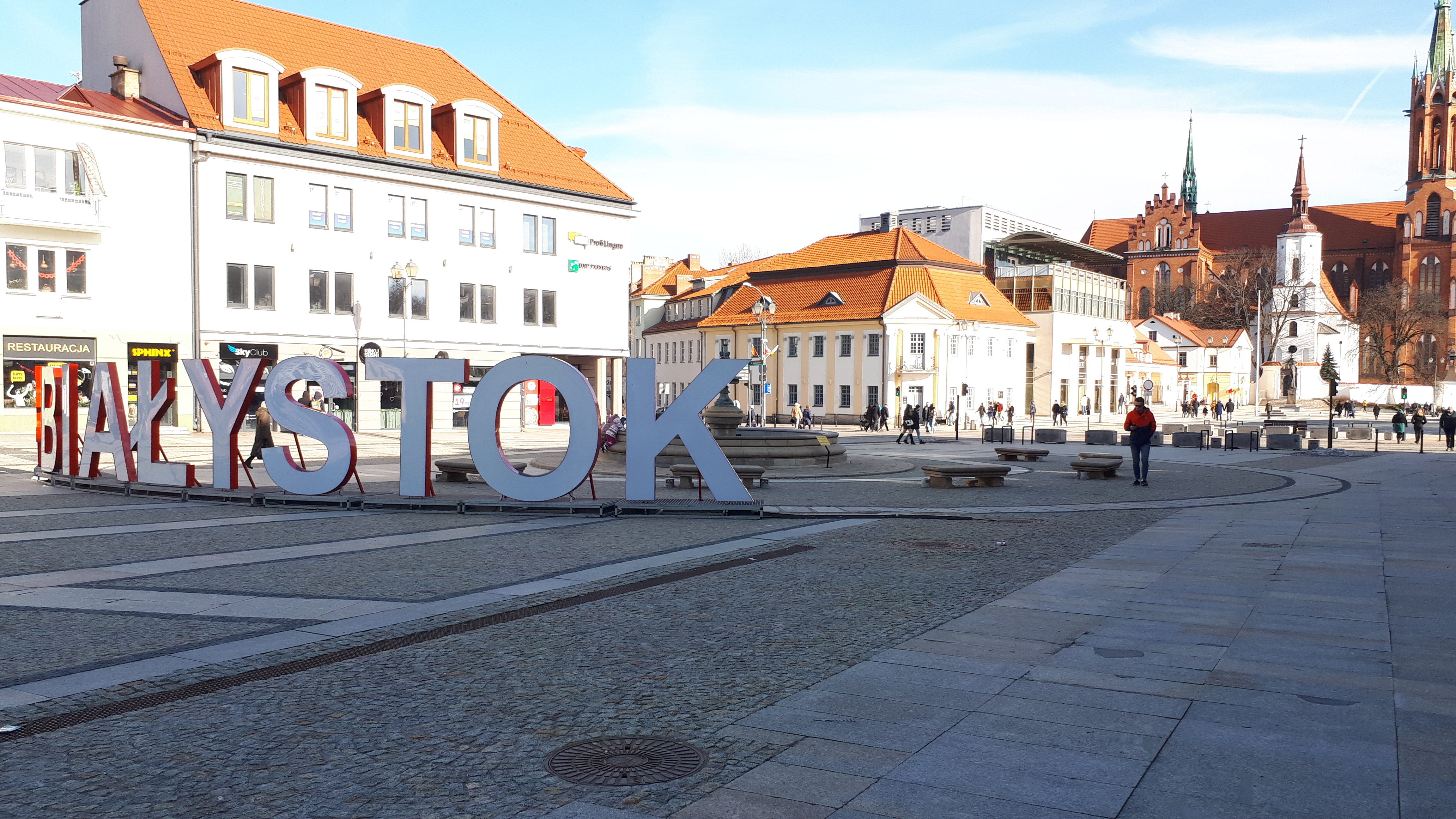
Plaza del mercado de Kościuszko

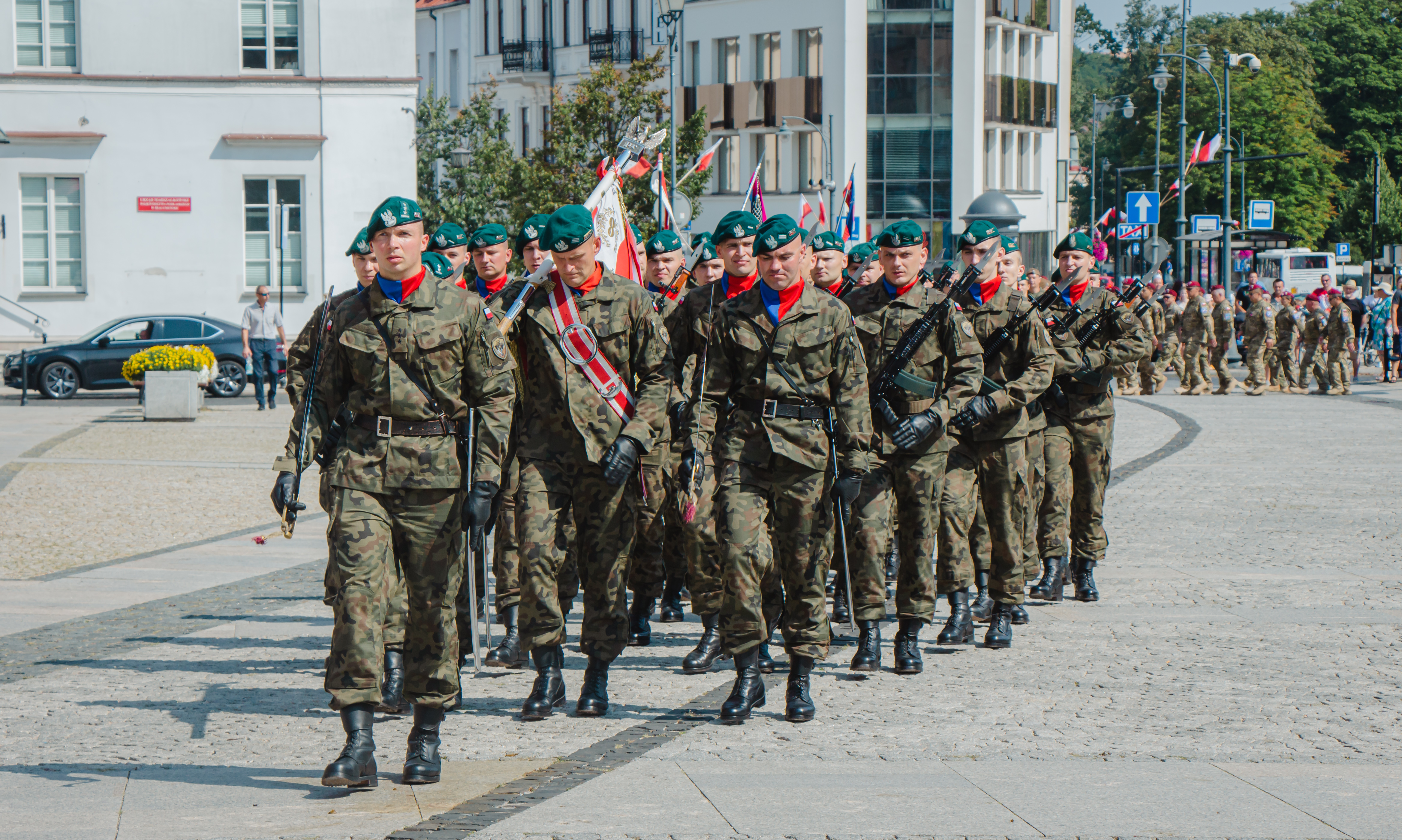
Fuerzas Armadas de Polonia

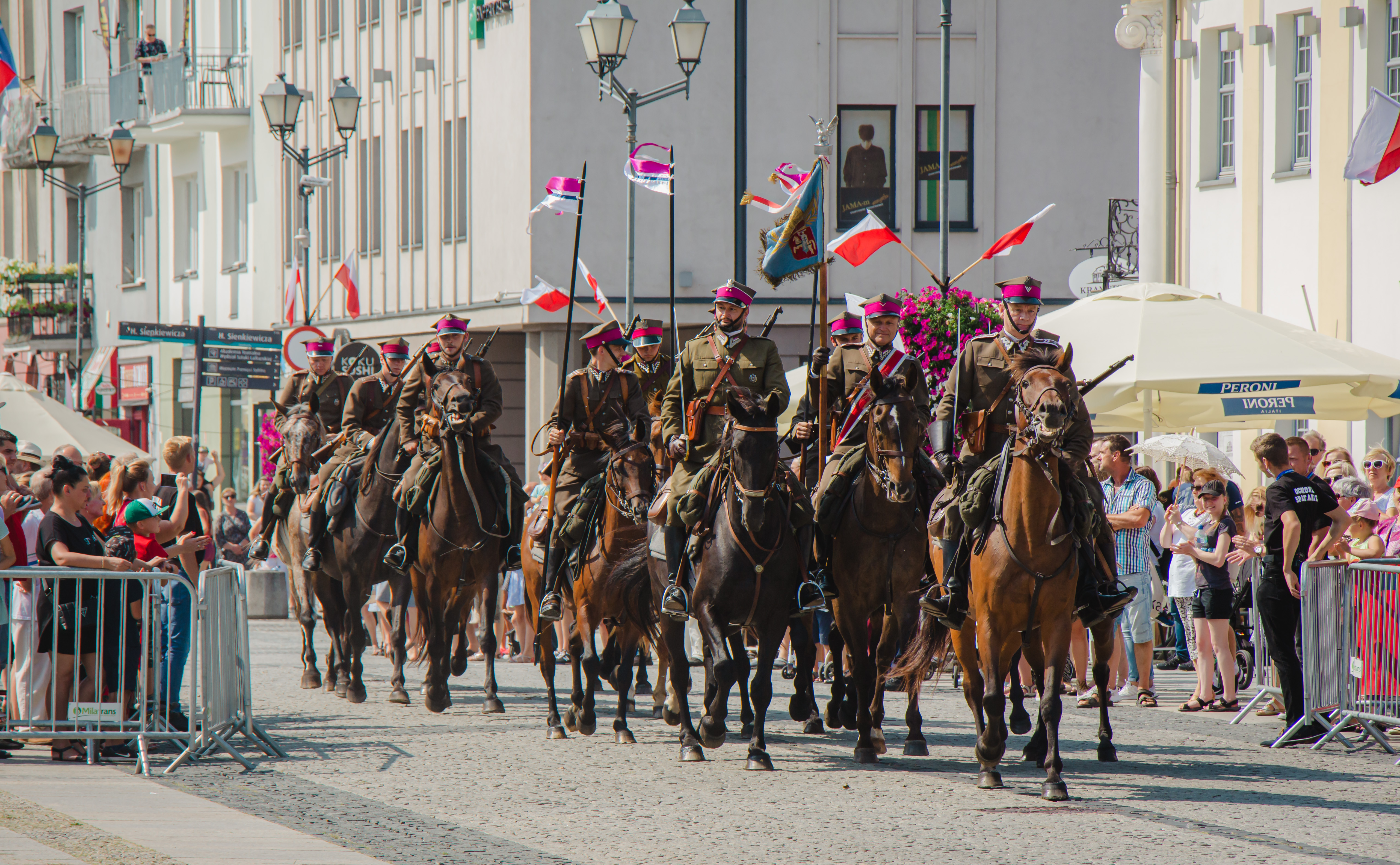
Ulanos polacos

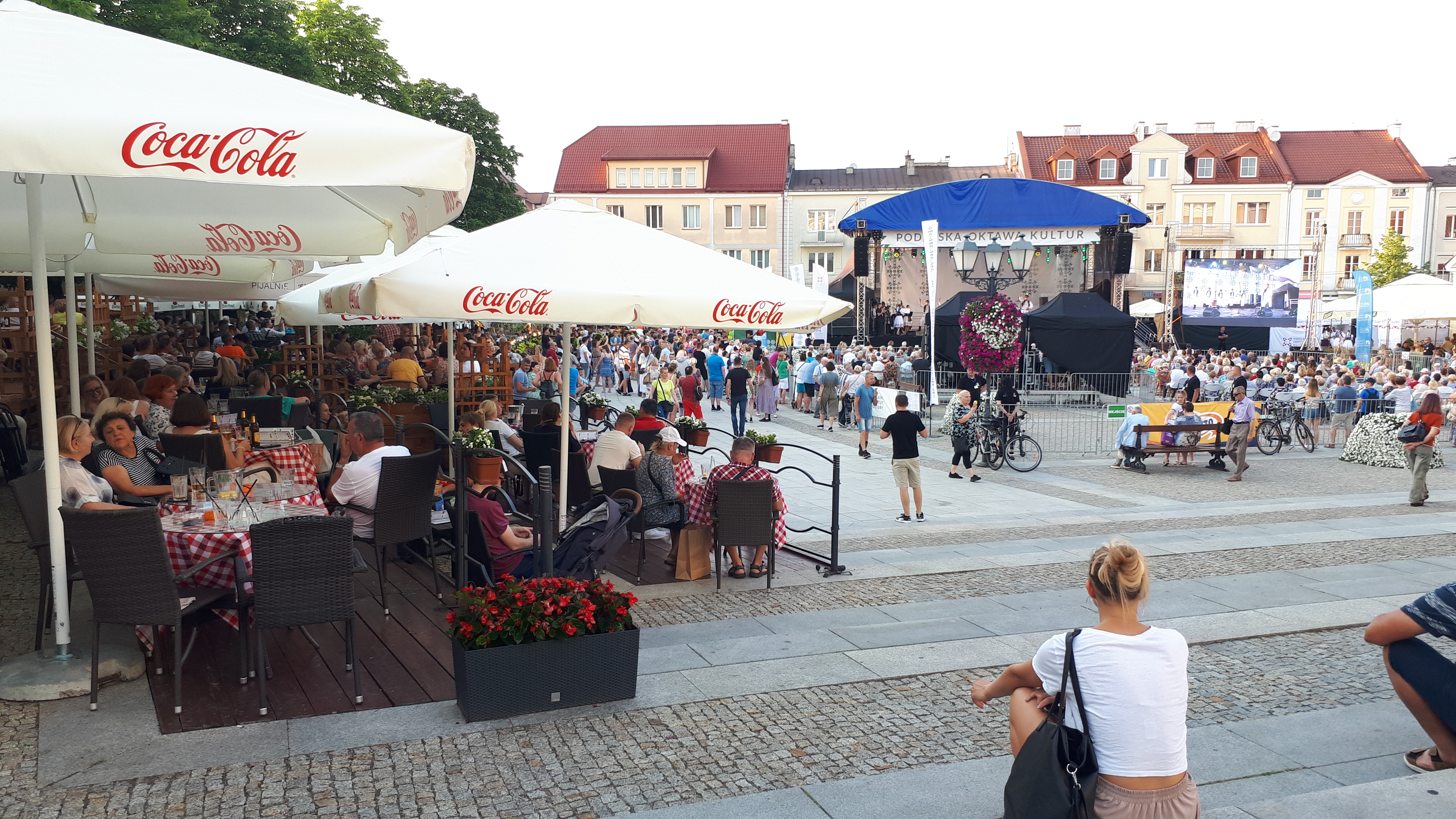
Plaza del mercado de Kościuszko

El último año de la ocupación nazi surgió una Escuela Comercial superior clandestina, cuyos alumnos también participaron en la resistencia. Por tal motivo, resultaron encarcelados, asesinados o finalmente deportados a campos de exterminio. En 1944, la ciudad fue ocupada por los soviéticos y luchó contra la resistencia polaca. En agosto de 1944, la ciudad fue restaurada a Polonia.
En el desfile del orgullo gay de Białystok de 2019 los marchantes se enfrentaron a cientos de homófobos. El distrito de Białystok es una declarada Zona libre de LGBT en Polonia (cancelado el 17 de marzo de 2023).

## Geografía

### Clima
| Parámetros climáticos promedio de Białystok (1991-2020)                             | Parámetros climáticos promedio de Białystok (1991-2020) | Parámetros climáticos promedio de Białystok (1991-2020) | Parámetros climáticos promedio de Białystok (1991-2020) | Parámetros climáticos promedio de Białystok (1991-2020) | Parámetros climáticos promedio de Białystok (1991-2020) | Parámetros climáticos promedio de Białystok (1991-2020) | Parámetros climáticos promedio de Białystok (1991-2020) | Parámetros climáticos promedio de Białystok (1991-2020) | Parámetros climáticos promedio de Białystok (1991-2020) | Parámetros climáticos promedio de Białystok (1991-2020) | Parámetros climáticos promedio de Białystok (1991-2020) | Parámetros climáticos promedio de Białystok (1991-2020) | Parámetros climáticos promedio de Białystok (1991-2020) |
| Mes                                                                                 | Ene.                                                    | Feb.                                                    | Mar.                                                    | Abr.                                                    | May.                                                    | Jun.                                                    | Jul.                                                    | Ago.                                                    | Sep.                                                    | Oct.                                                    | Nov.                                                    | Dic.                                                    | Anual                                                   |
| ----------------------------------------------------------------------------------- | ------------------------------------------------------- | ------------------------------------------------------- | ------------------------------------------------------- | ------------------------------------------------------- | ------------------------------------------------------- | ------------------------------------------------------- | ------------------------------------------------------- | ------------------------------------------------------- | ------------------------------------------------------- | ------------------------------------------------------- | ------------------------------------------------------- | ------------------------------------------------------- | ------------------------------------------------------- |
| Temp. máx. abs. (°C)                                                                | 11.4                                                    | 16.4                                                    | 21.8                                                    | 29.3                                                    | 31.7                                                    | 32.8                                                    | 36.0                                                    | 35.2                                                    | 33.6                                                    | 25.4                                                    | 18.5                                                    | 13.8                                                    | 36.0                                                    |
| Temp. máx. media (°C)                                                               | -0.4                                                    | 1.1                                                     | 6.1                                                     | 13.6                                                    | 19.2                                                    | 22.2                                                    | 24.3                                                    | 23.7                                                    | 18.1                                                    | 11.7                                                    | 5.2                                                     | 1.0                                                     | 12.2                                                    |
| Temp. media (°C)                                                                    | -2.8                                                    | -1.9                                                    | 1.7                                                     | 7.9                                                     | 13.1                                                    | 16.4                                                    | 18.4                                                    | 17.5                                                    | 12.6                                                    | 7.4                                                     | 2.7                                                     | -1.2                                                    | 7.7                                                     |
| Temp. mín. media (°C)                                                               | -5.4                                                    | -4.9                                                    | -2.4                                                    | 2.2                                                     | 6.8                                                     | 10.3                                                    | 12.6                                                    | 11.6                                                    | 7.7                                                     | 3.6                                                     | 0.2                                                     | -3.6                                                    | 3.2                                                     |
| Temp. mín. abs. (°C)                                                                | -35.4                                                   | -32.9                                                   | -24.0                                                   | -8.3                                                    | -4.5                                                    | -0.2                                                    | -1.1                                                    | 0.1                                                     | -5.1                                                    | -11.2                                                   | -20.7                                                   | -29.3                                                   | -35.4                                                   |
| Precipitación total (mm)                                                            | 33.8                                                    | 31.4                                                    | 34.6                                                    | 37.7                                                    | 69.1                                                    | 65.4                                                    | 86.5                                                    | 69.4                                                    | 56.0                                                    | 47.2                                                    | 39.2                                                    | 39.9                                                    | 610.2                                                   |
| Nevadas (cm)                                                                        | 226.4                                                   | 258.4                                                   | 142.2                                                   | 17.6                                                    | 0                                                       | 0                                                       | 0                                                       | 0                                                       | 0                                                       | 1.9                                                     | 26.6                                                    | 110.2                                                   | 783.3                                                   |
| Días de precipitaciones (≥ 1 mm)                                                    | 8.9                                                     | 8.0                                                     | 8.1                                                     | 7.6                                                     | 9.6                                                     | 9.4                                                     | 10.4                                                    | 8.3                                                     | 8.6                                                     | 8.2                                                     | 8.9                                                     | 8.9                                                     | 104.9                                                   |
| Días de nevadas (≥ 1 mm)                                                            | 19.6                                                    | 17.8                                                    | 10.0                                                    | 1.3                                                     | 0                                                       | 0                                                       | 0                                                       | 0                                                       | 0                                                       | 0.6                                                     | 5.0                                                     | 14.4                                                    | 68.7                                                    |
| Horas de sol                                                                        | 38.1                                                    | 57.4                                                    | 122.1                                                   | 185.7                                                   | 254.1                                                   | 259.3                                                   | 256.9                                                   | 250.5                                                   | 161.8                                                   | 102.1                                                   | 38.4                                                    | 28.9                                                    | 1755.3                                                  |
| Humedad relativa (%)                                                                | 88.4                                                    | 85.1                                                    | 77.8                                                    | 69.8                                                    | 71.2                                                    | 73.1                                                    | 75.4                                                    | 77.2                                                    | 82.5                                                    | 85.5                                                    | 90.0                                                    | 90.4                                                    | 80.5                                                    |
| Fuente: Promedios y totales mensuales WeatherBase, Climatebase.ru and meteoblue.com |                                                         |                                                         |                                                         |                                                         |                                                         |                                                         |                                                         |                                                         |                                                         |                                                         |                                                         |                                                         |                                                         |

## Historia eclesiástica
Durante la mayor parte de su existencia, Białystok perteneció a la diócesis de Vilna, ahora capital de Lituania.
La diócesis de (rito latino de Białystok data solamente del 5 de junio de 1991; el 25 de marzo de 1992 se elevó a Archidiócesis Metropolitana con dos diócesis sufragáneas: Drohiczyn (fundada también en 1991) y Łomża (fundada el 25 de marzo de 1798 como Diócesis de Sejny / Augustów / Sejna).
Culturalmente Białystok está influida no solo por la religión católica, que es la confesión mayoritaria, sino también por la Iglesia ortodoxa, confesada en su mayoría por polacos, pero también pequeña minoría bielorrusa.

## Enseñanza

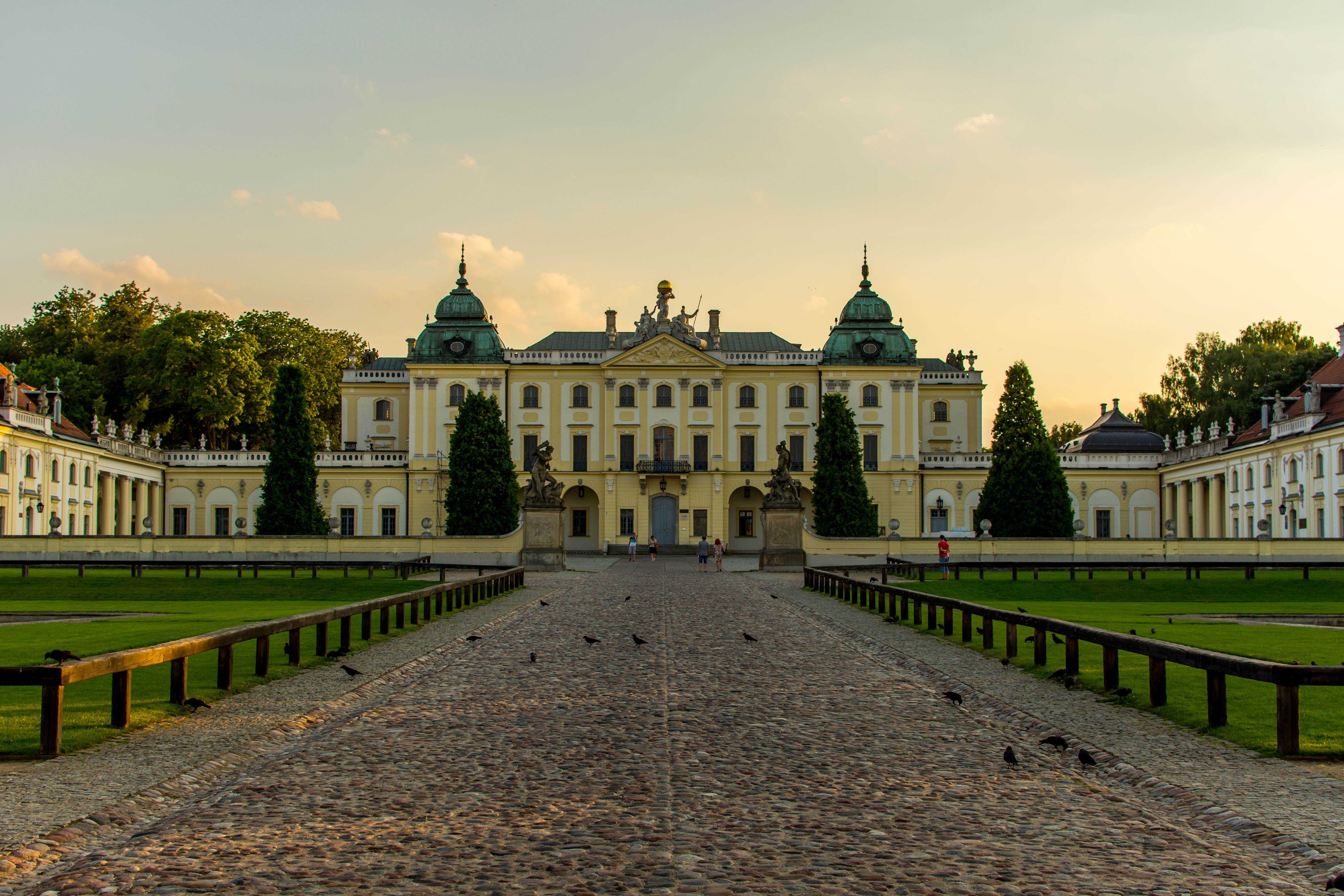
Universidad Médica de Białystok (Palacio Branicki)

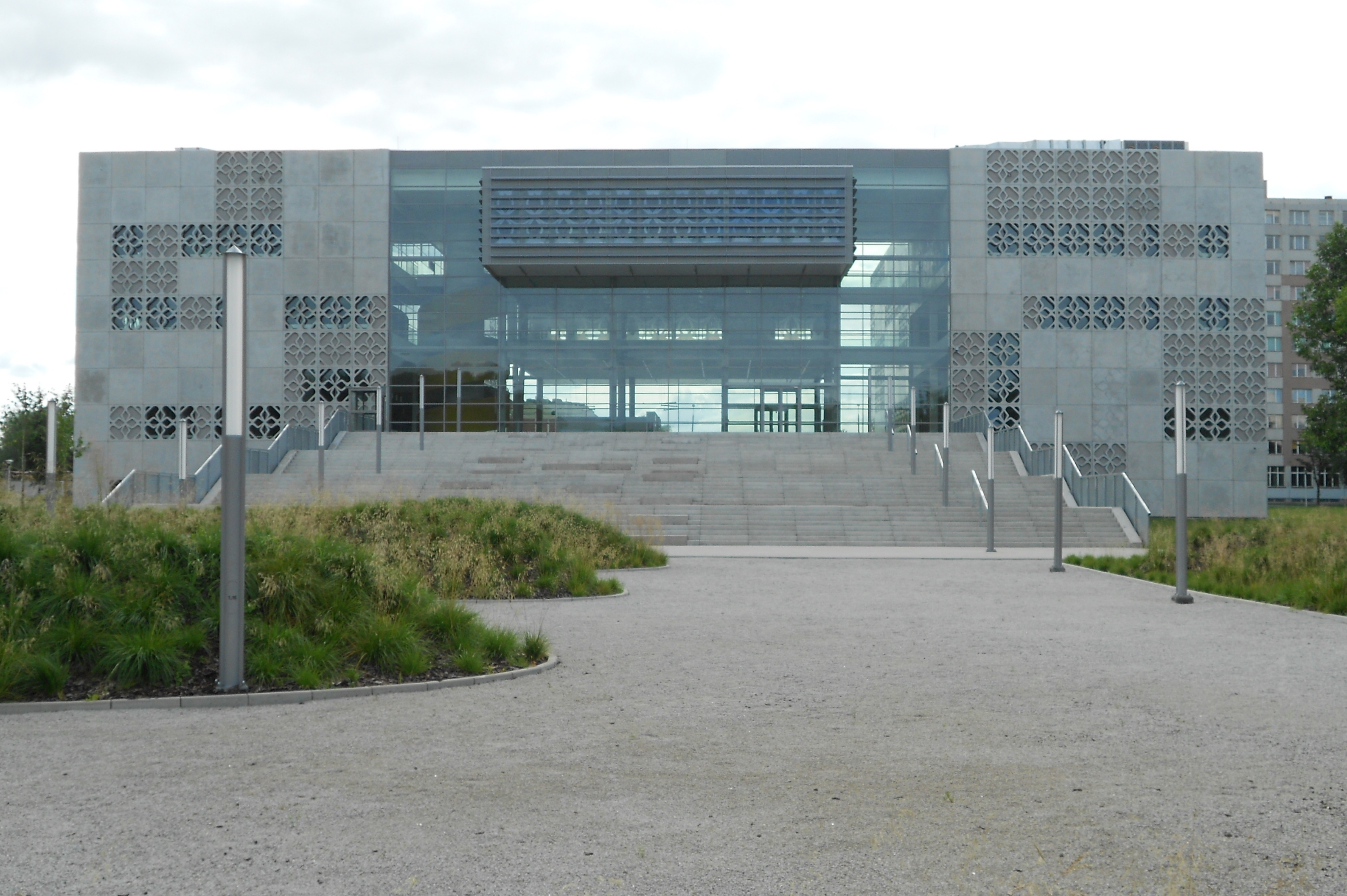
Universidad Técnica de Białystok (Politechnika Białostocka)

- Universidad de Białystok (Uniwersytet w Białymstoku)
- Universidad Técnica de Białystok (Politechnika Białostocka)
- Universidad Médica de Białystok (Akademia Medyczna w Białymstoku)
- Escuela de Administración Pública de Białystok (Wyższa Szkoła Administracji Publicznej)
- Instituto de Cosmetología de Białystok (Wyższa Szkoła Kosmetologii w Białymstoku)
- Academia de Economía de Białystok (Wyższa Szkoła Ekonomiczna w Białymstoku)
- Academia de Finanzas y Administración de Białystok (Wyższa Szkoła Finansów i Zarządzania w Białymstoku)
- Academia Musical de Białystok (Akademia Muzyczna w Białymstoku)
- Akademia Teatralna
- Archidiecezjalne wyższe Seminarium Duchowne
- Instytut Nauk Politycznych (Filia w Białymstoku)
- Wyższa Szkoła Matematyki i Informatyki Użytkowej
- Nauczycielskie Kolegium Rewalidacji i Resocjalizacji
- Niepaństwowa Wyższa Szkoła Pedagogiczna
- Wyższa Szkoła Gospodarowania Nieruchomościami (Filia w Białymstoku)
- Papieski Wydział Teologiczny (Studium Teologii)
- Wyższa Szkoła Menedżerska
- Niepubliczne Nauczycielskie Kolegium Języków Obcych
- Nauczycielskie Kolegium Języków Obcych "Inter - Lingua"

## Política

### Distrito electoral de Białystok

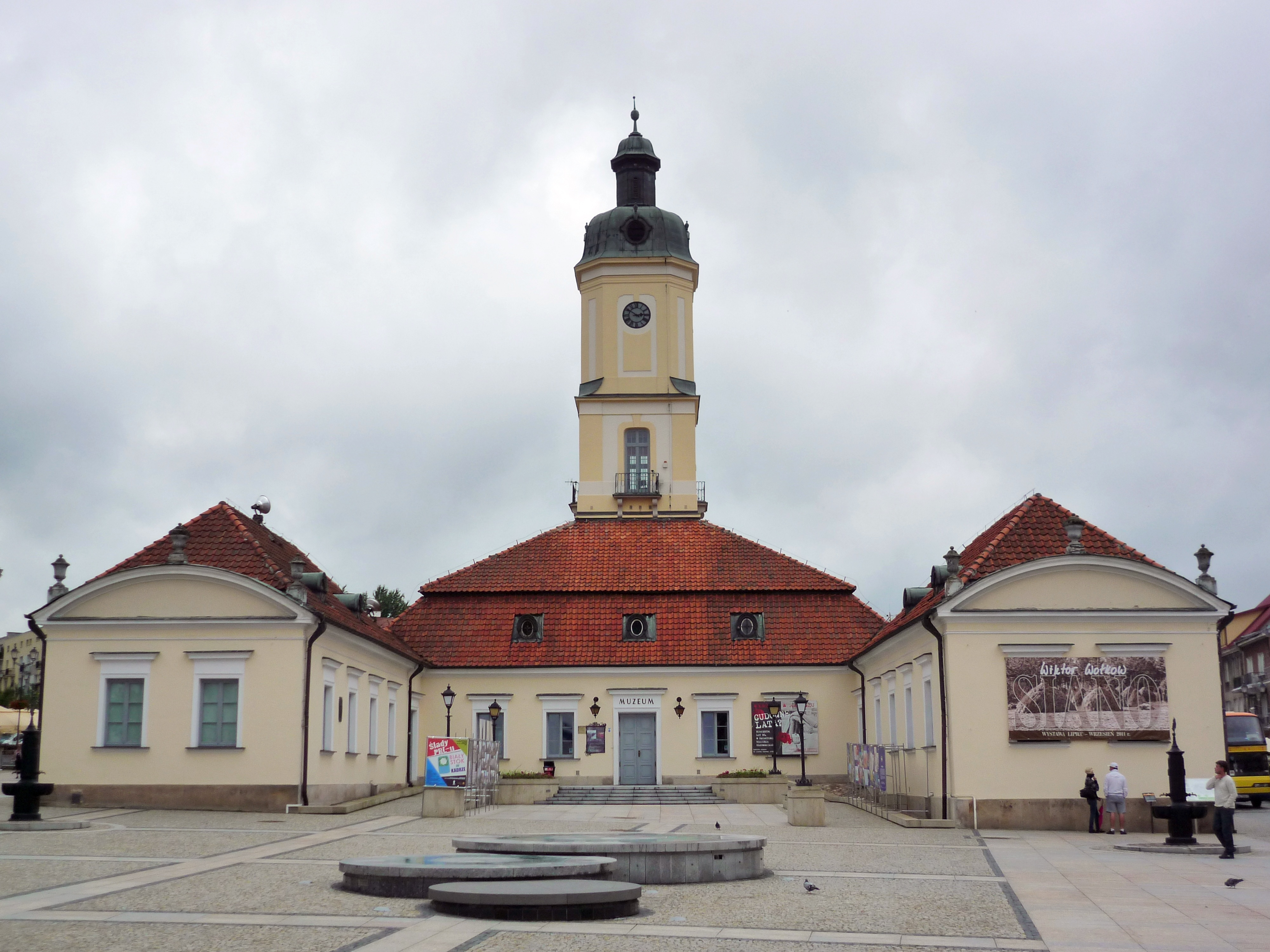
Antigua Cámara Municipal de Białystok, ahora museo

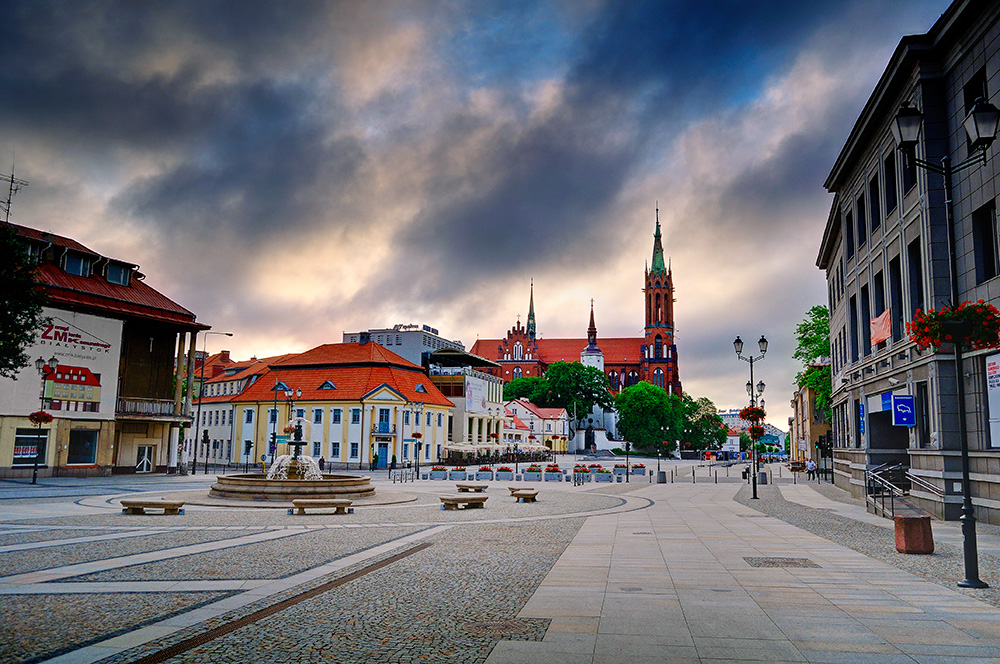
Vista del centro de Białystok

Miembros del Parlamento (Sejm) elegidos por el distrito de Białystok
- Borawski, Edmund : PSL
- Cimoszewicz, Włodzimierz : SLD-UP
- Ciruk, Barbara: SLD-UP
- Czerniawski, Mieczysław: SLD-UP
- Czuż, Aleksander: SLD-UP
- Czykwin, Eugeniusz: SLD-UP
- Fedorowicz, Andrzej: LPR
- Jurgiel, Krzysztof: PiS
- Kamiński, Michał: PiS
- Krutul, Piotr: LPR
- Laskowski, Józef: Samoobrona
- Mioduszewski, Józef: PSL
- Wiśniowska, Genowefa: Samoobrona
- Zagórski, Marek: PO
- Zaworski, Jan: SLD-UP
- Zieliński, Jarosław: PiS

### División administrativa

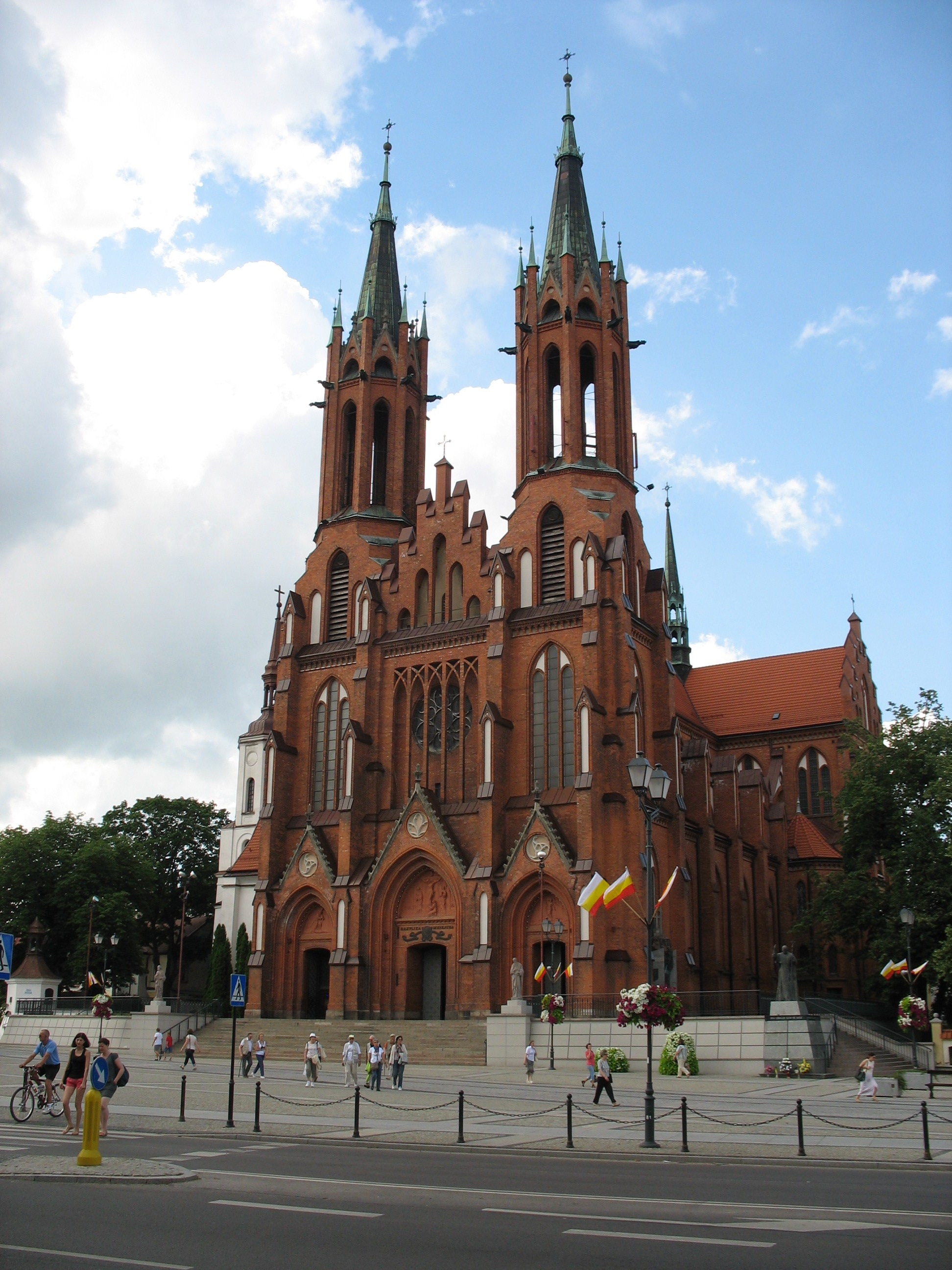
Catedral de Białystok

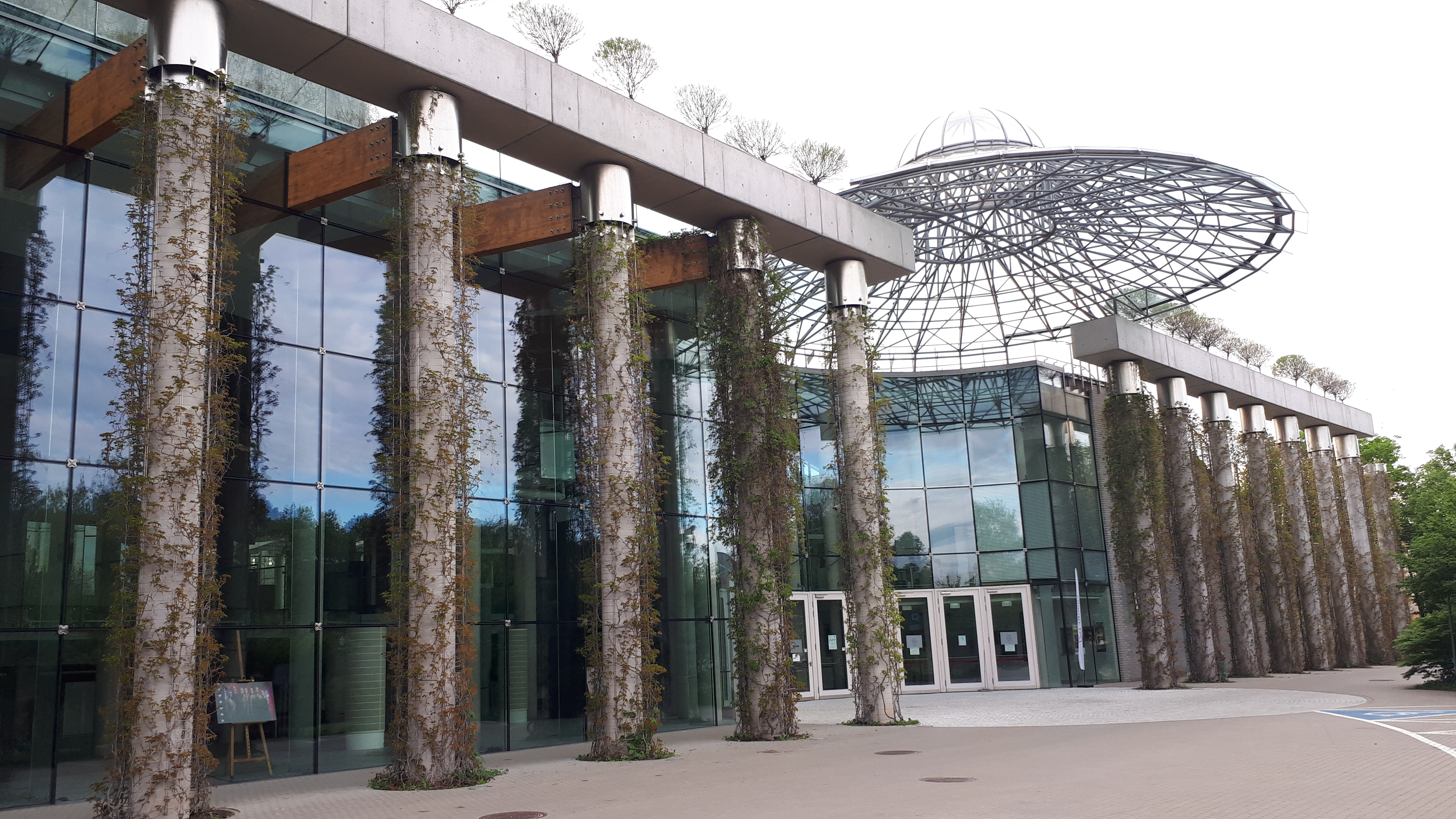
Ópera y Filarmónica

La ciudad de Białystok se divide en 28 distritos:

## Monumentos
- En memoria de las víctimas de la Guerra Polaco-Soviética
- Monumento a Ludwik Zamenhof, creador del esperanto
- Monumento al "42 Regimiento de Infantería" de Jan Henryk Dabrowski
- Monumento al Armia Krajowa
- En memoria de los héroes de la comarca de Białystok en la Segunda Guerra Mundial
- Jadwiga Dziekońska (soldier of Armia Krajowa) monument
- En memoria de los polacos asesinados en Katyn
- Monumento al Mariscal Józef Piłsudski
- Monumento a Jerzy Popiełuszko
- Monumento al Ejército Polaco en Europa Occidental (durante la Segunda Guerra Mundial)
- Monumento a Solidarność
- En memoria de los polacos deportados a Siberia
- En memoria de los judíos asesinados en la Gran Sinagoga (Segunda Guerra Mundial)
- En memoria de las víctimas del Levantamiento del Gueto de Białystok
- Monumento a los Defensores de Białystok (Segunda Guerra Mundial)

## Población histórica
| Año     | 1921  | 1931  | 1939   | 1946  | 1949  | 1950  | 1955  | 1960   | 1961   | 1962   | 1963   | 1964   | 1965   | 1966   | 1967   | 1968   | 1969   |
| ------- | ----- | ----- | ------ | ----- | ----- | ----- | ----- | ------ | ------ | ------ | ------ | ------ | ------ | ------ | ------ | ------ | ------ |
| Hombres | 35384 | 42416 | -      | 24325 | -     | 30253 | 45454 | 55439  | 58432  | 59922  | 61394  | 63240  | 64880  | 66979  | 72923  | 74777  | 76648  |
| Mujeres | 41408 | 48685 | -      | 32434 | -     | 38250 | 51738 | 65482  | 67018  | 68712  | 70723  | 73119  | 75106  | 77499  | 83816  | 86022  | 88290  |
| Total   | 76792 | 91101 | 107000 | 56759 | 60330 | 68503 | 97192 | 120921 | 125450 | 128634 | 132117 | 136359 | 139986 | 144478 | 156739 | 160799 | 164938 |

| Año     | 1970   | 1971   | 1972   | 1973   | 1974   | 1975   | 1976   | 1977   | 1978   | 1979   | 1980   | 1981   | 1982   | 1983   | 1984   | 1985   | 1986   |
| ------- | ------ | ------ | ------ | ------ | ------ | ------ | ------ | ------ | ------ | ------ | ------ | ------ | ------ | ------ | ------ | ------ | ------ |
| Hombres | 77890  | 80569  | 83243  | 85391  | 87803  | 90386  | 93075  | 95770  | 99009  | 102133 | 104722 | 107176 | 110027 | 112552 | 115292 | 118016 | 120536 |
| Mujeres | 90153  | 93336  | 96420  | 99221  | 102350 | 105475 | 108320 | 111646 | 113002 | 116627 | 119465 | 122475 | 125399 | 127752 | 130137 | 132801 | 135157 |
| Total   | 168043 | 173905 | 179663 | 184612 | 190153 | 195861 | 201395 | 207416 | 212011 | 218760 | 224187 | 229651 | 235426 | 240304 | 245429 | 250817 | 255693 |

| Año     | 1987   | 1988   | 1989   | 1990   | 1991   | 1992   | 1993   | 1994   | 1995   | 1996   | 1997   | 1998   | 1999   | 2000   | 2001   | 2002   | 2003   |
| ------- | ------ | ------ | ------ | ------ | ------ | ------ | ------ | ------ | ------ | ------ | ------ | ------ | ------ | ------ | ------ | ------ | ------ |
| Hombres | 122587 | 124757 | 126649 | 128279 | 129740 | 129997 | 131035 | 131624 | 132175 | 133036 | 133727 | 134230 | 134745 | 134905 | 135335 | 137350 | 137288 |
| Mujeres | 136964 | 139137 | 141436 | 142289 | 143562 | 144098 | 145010 | 145427 | 146314 | 147556 | 148803 | 149707 | 150285 | 150602 | 151030 | 154310 | 154643 |
| Total   | 259551 | 263894 | 268085 | 270568 | 273302 | 274095 | 276045 | 277051 | 278489 | 280592 | 282530 | 283937 | 285030 | 285507 | 286365 | 291660 | 291931 |

## Deportes

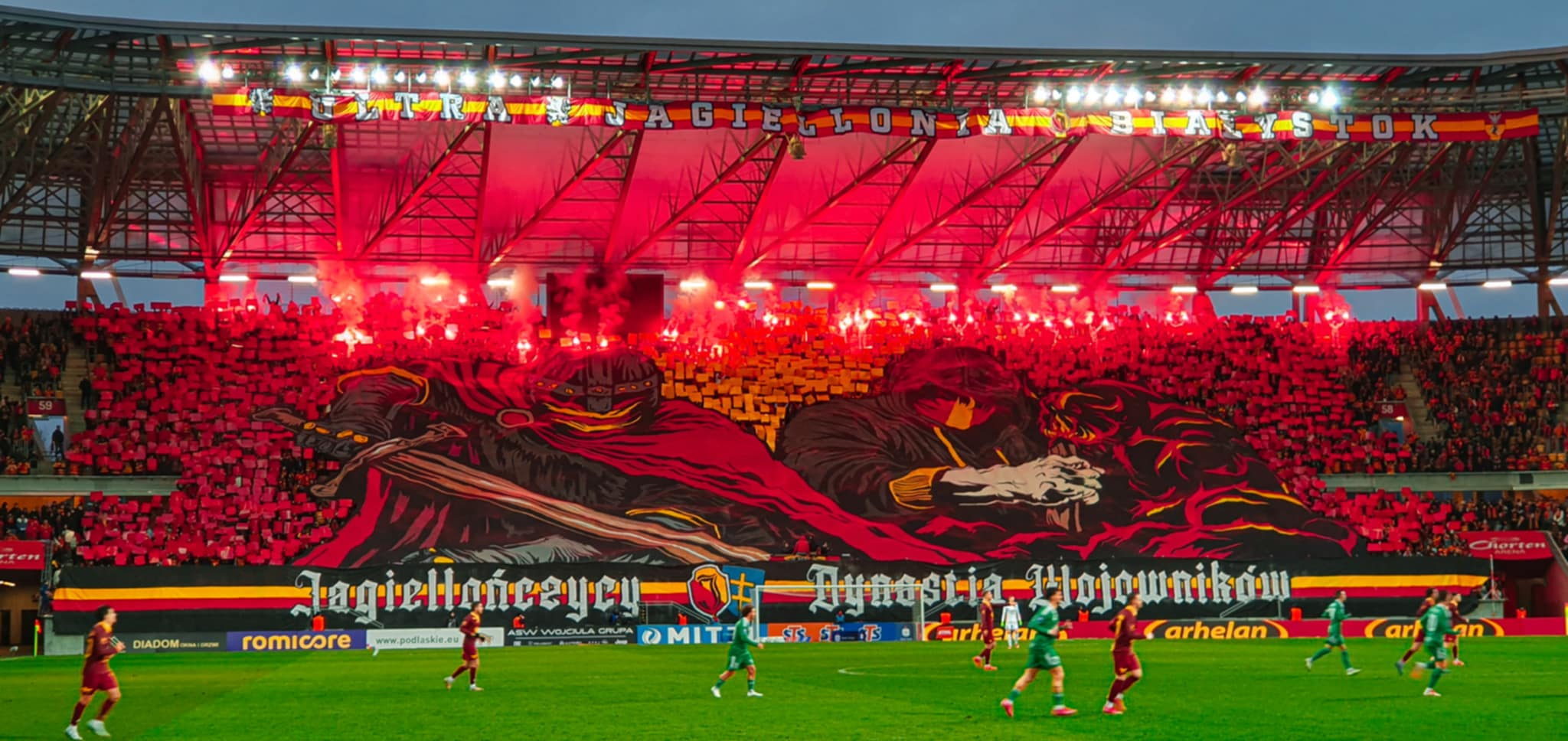
Estadio Municipal de Białystok

El deporte estrella en Białystok es el fútbol, representado en la Ekstraklasa (Primera División) de la liga Polonia de fútbol por el Jagiellonia Białystok.

## Personas notables

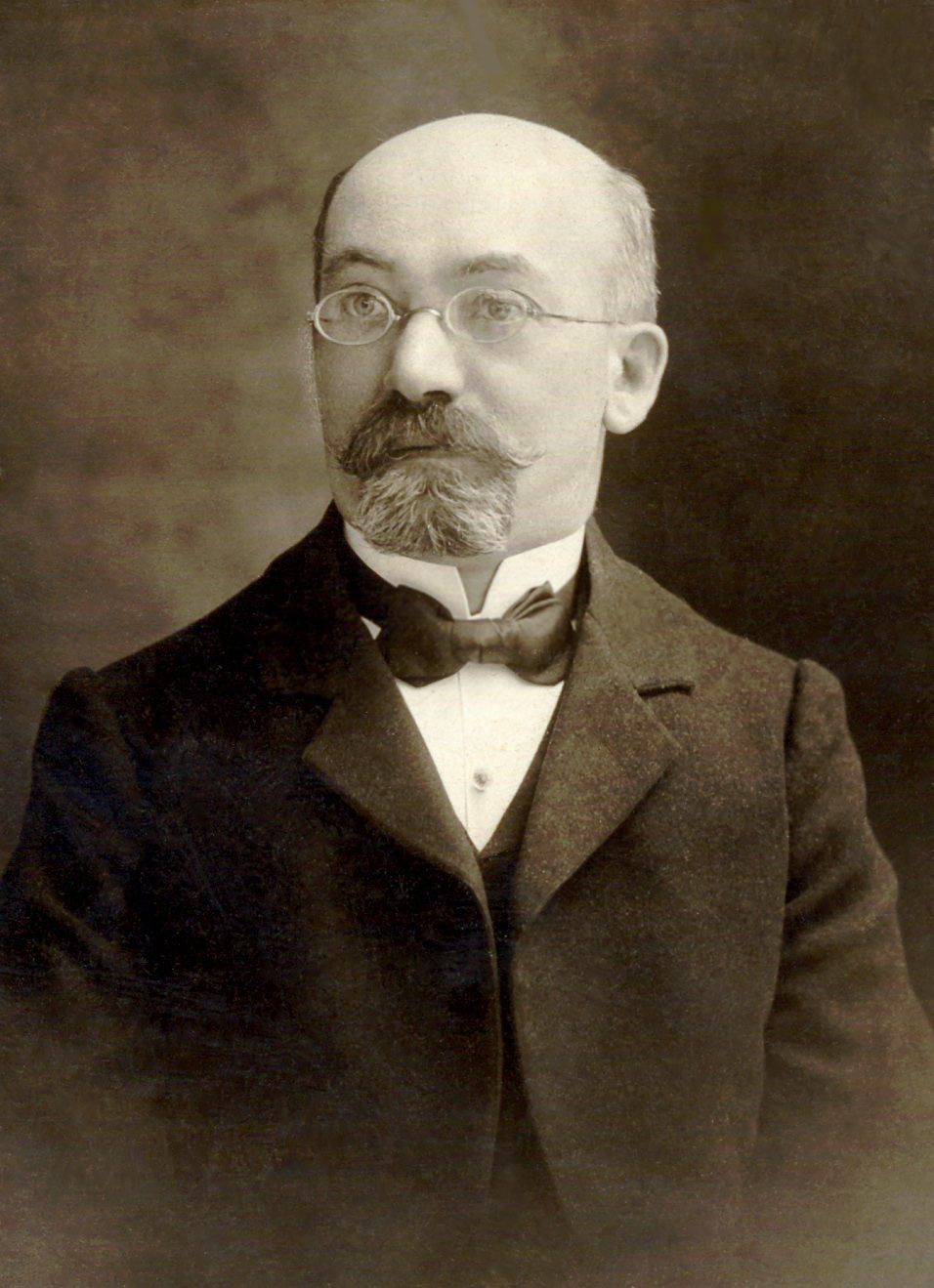
L. L. Zamenhof fue un médico oftalmólogo polaco y creador de la lengua auxiliar planificada esperanto. Fue nominado doce veces al Premio Nobel de la Paz.

## Ciudades hermanadas
- Częstochowa (Polonia)
- Dijon (Francia)
- Córdoba (España)
- Eindhoven (Países Bajos)
- Kaliningrado (Rusia)
- Kaunas (Lituania)
- Jelgava (Letonia)
- Hrodna (Bielorrusia)
- Milwaukee (Estados Unidos)